# 소소한 이야기

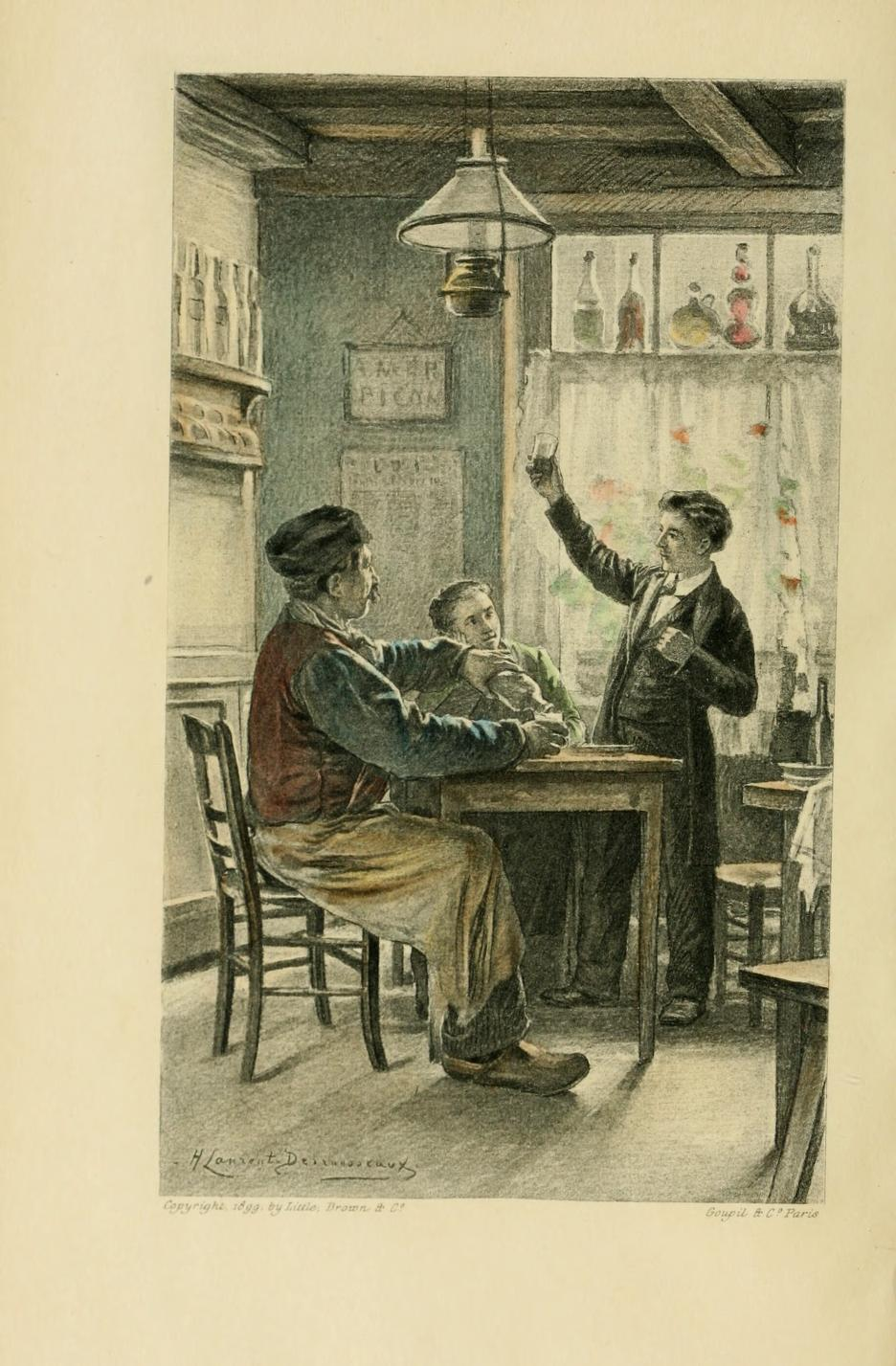

소소한 이야기(Le Petit Chose)는 알퐁스 도데가 1868년에 쓴 회고록이다.

## 내용
도데의 어린 시절을 다루고 있다. 도데의 유년기와 기숙학교 시절, 파리에서의 삶, 작가로서의 첫 성공 등을 다루고 있다.